# Praon nonveilleri
Praon nonveilleri är en stekelart som beskrevs av Tomanovic och Kavallieratos 2003. Praon nonveilleri ingår i släktet Praon och familjen bracksteklar. Inga underarter finns listade i Catalogue of Life.